# Bint (roman)
Bint is een roman van F. Bordewijk, gepubliceerd in 1934. Op de school waarvan Bint de directeur is, krijgt de nieuwe leraar De Bree een klas onder zijn hoede die 'De hel' als bijnaam heeft. Hij rapporteert vervolgens aan de lezer,

## Inhoud
Op een sombere ochtend in november meldt zich een nieuwe leraar op de school van Bint. Het is De Bree. Hij zal voor het hele jaar invallen voor een andere docent die is weggepest. Het is zijn eerste baan als leraar en hij is niet van plan om langer dan noodzakelijk te blijven.
Als hij Bint ontmoet heeft hij direct groot ontzag voor de man met de stalen tucht. De school is berucht geworden in de stad en laat al drie jaar lang geen leerlingen meer toe omdat er al veel is geruzied door ouders over Bints strenge regime, maar Bint is onbuigzaam en zet zijn wil door, met als gevolg dat er alleen nog maar vierde- en vijfdeklassers over zijn.
Het eerste uur moet De Bree les geven in 4D, een klas die Bint persoonlijk heeft samengesteld. De Bree noemt deze klas consequent 'de Hel' en de leerlingen van 4D worden ook steeds als monsterlijke dieren beschreven. Vanaf het begin is het duidelijk voor De Bree dat deze klas 'een meesterwerk in wording' is, en zijn onverdeelde aandacht nodig heeft. Elke verslapping zou fataal kunnen zijn voor de volgroeiing van 'Bints monsters'.
Met de drie andere klassen heeft De Bree weinig moeite. De eerste klas typeert hij als “de bloemenklas” en de leerlingen als "planten" of "bloemen". De tweede klas noemt hij “de bruinen”, een zeer leergierige klas. De derde is ijverig, maar kleurloos. Daarom noemt De Bree hen “de grauwen”.
Na een slecht kerstrapport pleegt een van de leerlingen, Van Beek, zelfmoord. Bint voorspelde al dat dit zou gebeuren, wenst zich niet te laten chanteren en grijpt niet in. Hierdoor ontstaat een oproer, maar dat wordt neergeslagen door de Hel, geïnstrueerd door Bint. Ook een opstand door tegenstanders van Bint wordt door hen neergeslagen. De tegenstanders worden van school gestuurd, waaronder aanstichter Jérôme Fléau, met zijn "wimpers van zijde" die De Bree al nooit vertrouwde.
Met de schoolreis gaat De Bree mee met de helft van "de Hel". Twee leerlingen worden gestraft omdat ze tegen de instructies in toch hun eigen route hebben gevolgd.
Aan het eind van het jaar besluit De Bree toch te blijven, ondanks zijn voornemen na een jaar weg te gaan, maar Bint is weg. De dood van Van Beek had hij zich toch aangetrokken. Zo blijkt dat zelfs Bint niet is opgewassen tegen zijn eigen regime. De Bree wilde hem nog eens opzoeken, maar hij werd aan de deur geweigerd.
4D is inmiddels 5C, examenklas. Hoewel de klas een voorstel doet om vrede te sluiten geeft De Bree niet toe en is het wat hem betreft nog steeds oorlog.

## Interpretatie
Bint kan (net als Blokken, een ander boek van F. Bordewijk) worden opgevat als een dystopie. Bint is een dictator die "met stalen tucht" regeert over zijn school. De kroon op zijn werk is 4D (later 5C), een klas vol met monsters en "kerels in wording". Alle andere klassen zijn nutteloze aanhangsels. De “Bloemenklas” is in menig opzicht het tegendeel van 4D want beantwoordt niet aan de eis van collectieve eenvormigheid omdat zij enkel uit individuen bestaat. Jérôme Fléau staat hierbij symbool voor de oude ‘decadente’ orde. Alleen 4D heeft de potentie om later het gedachtegoed van Bint voort te zetten.
De ondertitel voor dit boek is roman van een zender. Met de zender wordt Bint bedoeld. Hij zendt als het ware, door middel van De Bree en andere leraren, zijn gedachtegoed uit aan de leerlingen van zijn school, met name 4D.
Een belangrijk motief in dit boek is het verzet. Tussen de leraren worden de kiemen van het verzet zichtbaar door middel van Keska, de leraar aan wie De Bree onmiddellijk een hekel heeft. Keska vraagt tijdens de rapportvergaderingen bijvoorbeeld aandacht voor "het geval Van Beek". Bint heeft al in de gaten dat hier een verzetshaard broeit, maar laat dit geen struikelblok voor zijn plannen zijn. (Zoals hierboven beschreven is "het geval Van Beek" ook de reden dat Bint ontslag neemt). Daarnaast is het verzet zichtbaar bij de leerlingen die massaal in opstand komen na de kerstvakantie waarin Van Beek zelfmoord pleegde.

## Waardering
Het boek heeft, bij uitgave, de nodige kritiek opgeroepen, met name uit linkse hoek. Bordewijk zou "de leer van Bints 'stalen tucht' verheerlijken". In Bint heeft de monsterlijkheid echter meer met de vorm of esthetische kant van het boek te maken dan met de inhoud. Speculaties over Bordewijks bedoeling toen hij Bint schreef, hebben overwegend dezelfde inhoud. Als men kijkt naar het jaar van de eerste druk 1934, dan is het zeer waarschijnlijk dat Bordewijk wilde waarschuwen voor het toen opkomende fascisme.

## Toneelbewerking
In 2016 bracht Hummelinck Stuurman Theaterbureau een toneelversie van de roman met Jules Croiset als Bint en Tijn Docter als De Bree. Regisseur was Ger Thijs, die volgens criticus Vincent Kouters in de Volkskrant met een romantisch verhaaltje emoties toevoegde die in de roman ontbreken. De regie was 'ongeïnspireerd' en miste drama, de leerlingopstand werd 'afgeraffeld' en de tien acteurs die de leerlingen gestalte gaven leken niet geregisseerd, met 'beginnersfouten: te hard, onverstaanbaar of gênant slecht.' Positief was Kouters alleen over Croiset, die 'verrassend sober en angstwekkend' overkwam in de monologen over discipline.